# Protestes de Sri Lanka de 2022
Les protestes de Sri Lanka de 2022 són una sèrie de protestes contra el president Gotabaya Rajapaksa i altres polítics membres de la seva família per la mala gestió de la crisi econòmica.